# Der Stern (Zeitschrift, 1938/39)

Logo des STERN in Ausgabe Nr. 16 vom April 1939

Der Stern war eine 1938 und 1939 im nationalsozialistischen Deutschland erscheinende Zeitschrift.
Die vom Deutschen Verlag, Berlin, verlegte Wochenzeitschrift beschäftigte sich vor allem mit Film, Frauen und Glamour und betrieb eine vordergründig unpolitische NS-Propaganda. Sie erreichte 1939 nach eigenen Angaben eine Auflage von 750.000 Exemplaren.

## Geschichte
Die von Kurt Zentner herausgegebene Zeitschrift erschien von September 1938 bis Dezember 1939 im Deutschen Verlag, Berlin. Der Deutsche Verlag war 1934 aus dem Ullstein Verlag entstanden, nachdem dessen Inhaber, die Familie Ullstein, enteignet worden war. Maßgeblich von Verlagsseite war der Direktor für die Zeitschriftenabteilung und Prokurist des Unternehmens Carl Jödicke, der den bisherigen Bildredakteur und Chef vom Dienst der Berliner Illustrierten Kurt Zentner als Chefredakteur einsetzte.  So zeichnet in der Ausgabe vom April 1939 „Hauptschriftleiter Dr. Kurt Zentner (verreist); Vertreter: Dr. Hans Karbe“ als verantwortlich.
Die Hefte waren vordergründig unpolitisch. Nur die Ausgabe Nr. 16 vom April 1939 zeigte Adolf Hitler anlässlich seines 50. Geburtstags auf der Titelseite, umgeben von drei Frauen in Abendkleidern, dazu die Bildunterschrift: „Der Führer im Kreise der Künstler.“
Die Leserbriefseite hieß „postlagernd“ und gab tieferen Aufschluss über die Interessen der Leserschaft und die Gesinnung der Redaktion.
Themen der Hefte sind das Genre Film, seine Stars und schöne Frauen. Ungeachtet ihres kommerziellen Erfolges wurde die Zeitschrift Ende 1939 auf Druck des NS-Pressechefs Max Amann abgelöst, der statt einer vorwiegenden Integrationspropaganda durch reine Identifikation mit den angeblich schönen Seiten des Nationalsozialismus eine direkte Kriegspropaganda wünschte. Er geriet darüber in Konflikt mit Jödicke und Zentner und konnte durchsetzen, dass der Stern nun durch die Soldatenzeitschrift  Erika ersetzt wurde.

## Beziehung zum Nachkriegs-„stern“
Zwischen dem Stern von 1938/39 und der 1948 gegründeten Zeitschrift ähnlichen Namens bestehen Zusammenhänge, obwohl der neue stern an keiner Stelle auf diesen Teil der eigenen Historie eingeht. Das Logo der alten Zeitschrift zeigt einen siebenzackigen Stern in von Ausgabe zu Ausgabe wechselnden Farben, während das Logo der Nachkriegszeitschrift stern einen sechszackigen weißen Stern auf rotem Grund aufweist. Die Themensetzung beider Publikationen ähnelt sich bis in die Gestaltung der Titelseiten mit hochwertigen Fotografien weiblicher Models hinein.
Der Verleger und Gründer des Nachkriegs-stern Henri Nannen wollte nichts von der gleichnamigen Vorkriegs-Publikation gewusst haben. Laut einem Artikel des Historikers Nils Minkmar in der Zeit hält es allerdings Nannens Biograf Hermann Schreiber für „in hohem Maße wahrscheinlich“, dass Nannen die zehn Jahre vorher erschienene Publikation sehr wohl kannte, zumal der Herausgeber des alten Stern, Kurt Zentner, ein halbes Jahr lang im neuen stern Henri Nannens Stellvertreter war. Dieser Zusammenhang wird in der jüngeren einschlägigen Studie Tim Tolsdorffs weiter ausgeführt. Bei der Gründung des neuen Stern stand zudem der ehemalige Manager des Deutschen Verlags, Carl Jödicke, Nannen mit markenrechtlichen Expertisen zur Seite, die Nannen vor Schadenersatzansprüchen der Familie Ullstein schützen sollten.
Die beiden Chefredakteure des alten und neue Stern – Zentner und Nannen – gehörten im Zweiten Weltkrieg als Kriegsberichterstatter der Propagandakompanie an. Nannen gehörte der Einheit Südstern der SS-Standarte Kurt Eggers an. Minkmar betont, die gesamte Aufmachung von Zentners Stern gleiche „dem des Nachkriegssterns, zumindest in dessen Phase von Kriegsende bis Mitte der sechziger Jahre“. Für den Historiker Habbo Knoch machte „dieser erste Stern die Mischung aus Stil und Kultur, Stars und Sex bereits vor“.